# Tichvinský hřbitov
Tichvinský hřbitov (rusky Тихвинское кладбище, také Некрополь мастеров искусств) je nejvýznamnější hřbitov ležící na území kláštera sv. Alexandra Něvského v Petrohradu v Rusku. Jsou na něm pohřbeni především význační ruští umělci 19. a první poloviny 20. století.
Hřbitov leží u Něvského prospektu na břehu řeky Monastyrky (jednoho z menších kanálů Něvy). Založen byl v roce 1823.

## Nejvýznačnější osoby pohřbené na Tichvinském hřbitově

### A
- Julija Fjodorovna Abaza (1830–1915), zpěvačka, hudebnice, veřejná činitelka
- Vasilij Vasiljevič Andrejev (1861–1918), hudebník, hudební skladatel
- Alexandr Andrejevič Archangelskij (1846–1924), sbormistr, skladatel duchovní hudby
- Anton Arenskij (1861–1906), hudební skladatel, klavírista, dirigent
- Varvara Nikolajevna Asenkova (1817–1841), herečka
- Michail Ivanovič Avilov (1882–1954), malíř

### B

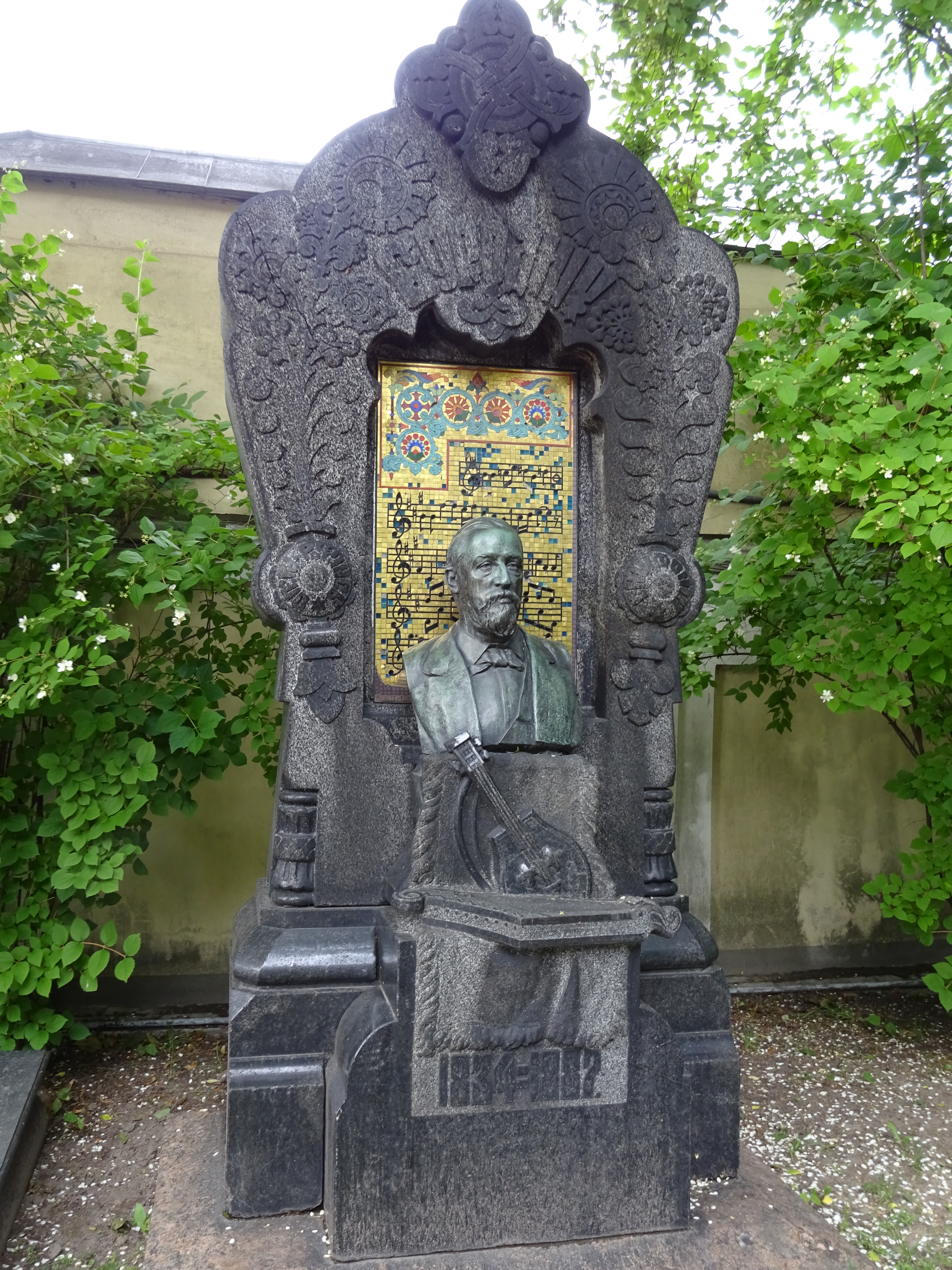
Hrob Alexandra Porfirjeviče Borodina

- Milij Alexejevič Balakirev (1836–1910), hudební skladatel
- Jevgenij Abramovič Baratynskij (1800–1844), básník
- Alexandr Porfirjevič Borodin (1833–1887), hudební skladatel
- Angiolina Bosio (1830–1859), zpěvačka
- Dmytro Bortňanskyj (1751–1825), hudební skladatel a první dirigent carské dvorní pěvecké kapely
- Jakov Grigorjevič Brjanskij (1790–1853), divadelní herec
- Fjodor Antonovič Bruni (1799–1875), malíř

### C
- Catterino Cavos (1775–1840), hudební skladatel, dirigent

### Č
- Petr Iljič Čajkovskij (1840–1893), hudební skladatel
- Nikolaj Konstantinovič Čerkasov (1903–1966), divadelní herec

### D

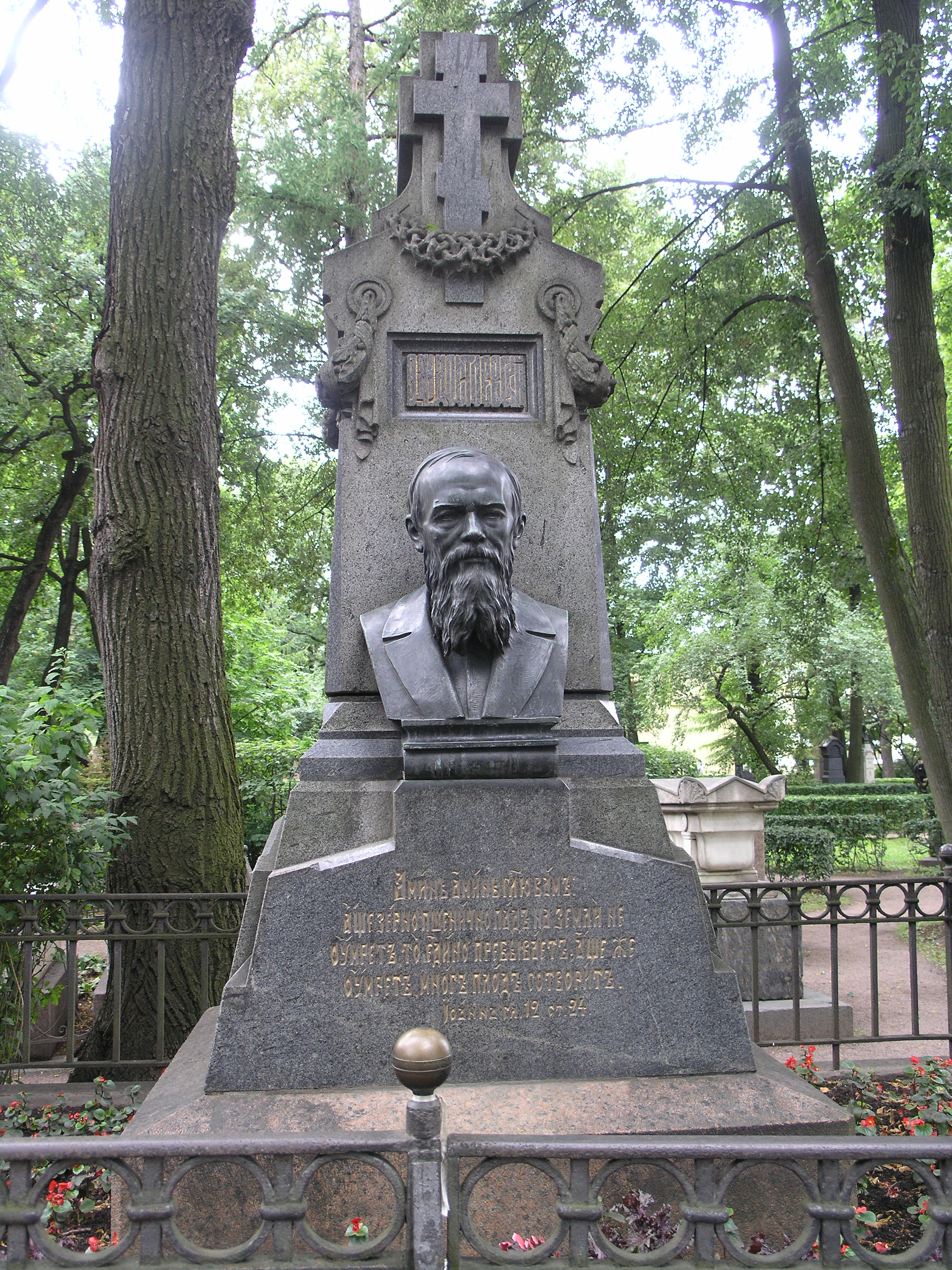
Hrob Fjodora Michajloviče Dostojevského

- Mamont Viktorovič Dalskij (1865–1918), herec
- Konstantin Karlovič Danzas (1801–1870), důstojník, sekundant A. S. Puškina
- Alexandr Sergejevič Dargomyžskij (1813–1869), hudební skladatel
- Anton Antonovič Delvig (1798–1831), básník, šlechtic (hrobka byla zničena)
- Vasilij Ivanovič Děmut-Malinovskij (1779–1846), sochař
- Ivan Afanasjevič Dmitrevskij (1736–1821), herec, divadelní činitel
- Fjodor Michajlovič Dostojevskij (1821–1881), spisovatel
- Anna Grigorjevna Dostojevská, druhá manželka F. M. Dostojevského

### G
- Ilja Jakovlevič Gincburg (1859–1939), sochař
- Alexandr Glazunov (1865–1936), hudební skladatel (popel převezen z Francie v roce 1972)
- Michail Ivanovič Glinka (1804–1857), hudební skladatel
- Nikolaj Ivanovič Gnědič (1784–1833), básník a překladatel
- Ivan Fjodorovič Gorbunov (1831–1896), literát

### Ch
- Nikolaj Nikolajevič Chodotov (1878–1932), herec

### I
- Alexandr Andrejevič Ivanov (1806–1858), malíř
- Alexandr Jefimovič Izmajlov (1779–1831), literát

### J
- Jurij Michajlovič Jurjev (1872–1948), divadelní herec

### K

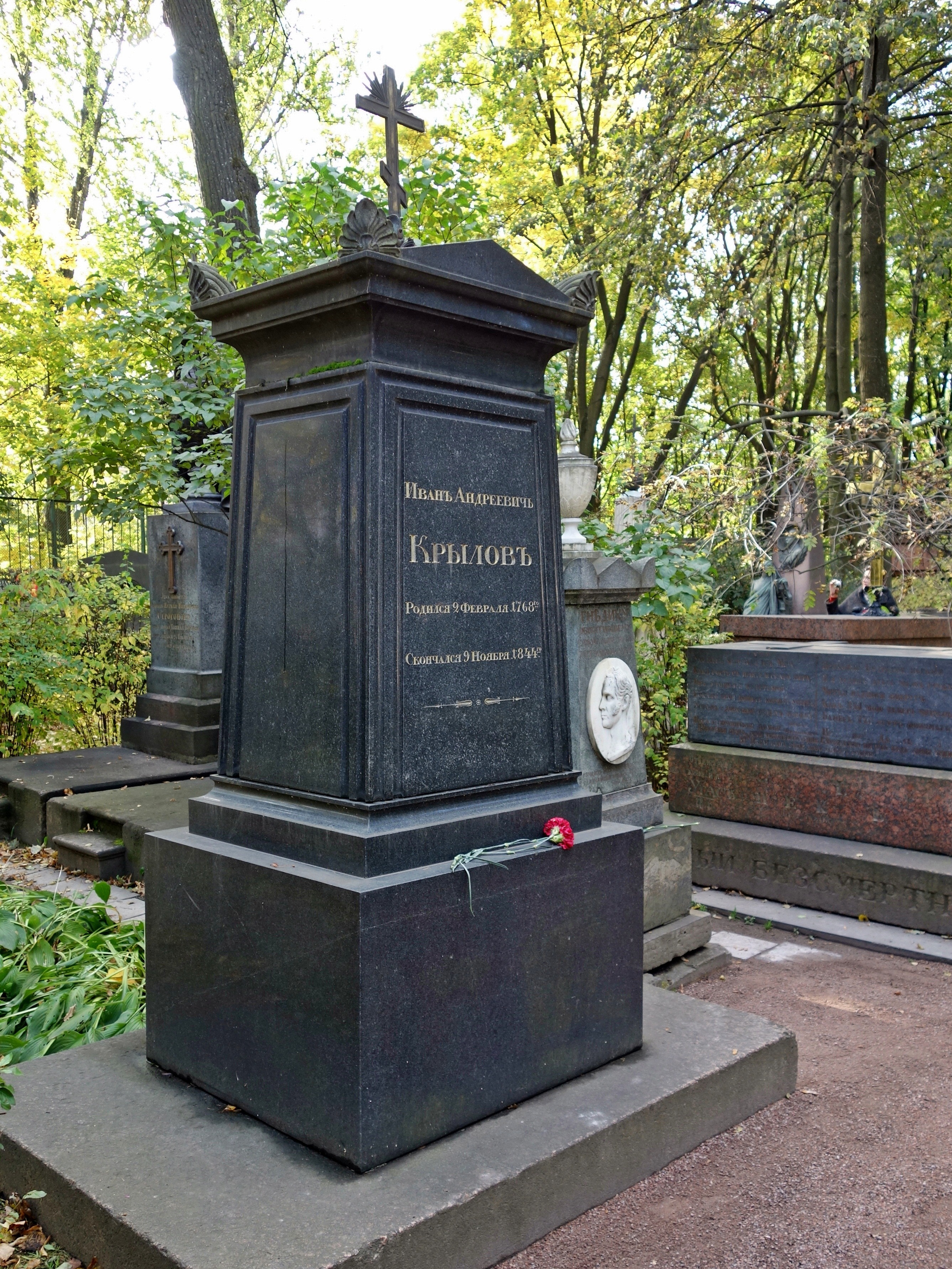
Hrob Ivana Andrejeviče Krylova

- Petr Andrejevič Karatygin (1805–1879), herec
- Nikolaj Michajlovič Karamzin (1766–1826), historik, spisovatel
- César Antonovič Kjui (1835–1918), hudební skladatel
- Pjotr Karlovič Klodt (1805–1867), sochař
- Věra Fjodorovna Komissarževská (1864–1910), herečka
- Jurij Vasiljevič Korvin-Krukovskij (1862–1935), herec
- Jekatěrina Pavlovna Korčagina-Alexandrovskaja (1874–1951), herečka
- Ivan Ivanovič Kozlov (1779–1840), básník, překladatel
- Ivan Nikolajevič Kramskoj (1837–1887), malíř
- Ivan Andrejevič Krylov (1769–1844), spisovatel
- Archip Ivanovič Kuindži (1842–1910), malíř
- Boris Michajlovič Kustodijev (1878–1927), malíř

### L
- Ivan Timofejevič Lisenkov (1795–1881), knižní nakladatel
- Jurij Fjodorovič Lisjanskij (1773–1837), mořeplavec, admirál
- Sergej Vasiljevič Lebeděv (1874–1934), chemik, vynálezce
- Anatolij Konstantinovič Ljadov (1855–1914), hudební skladatel

### M

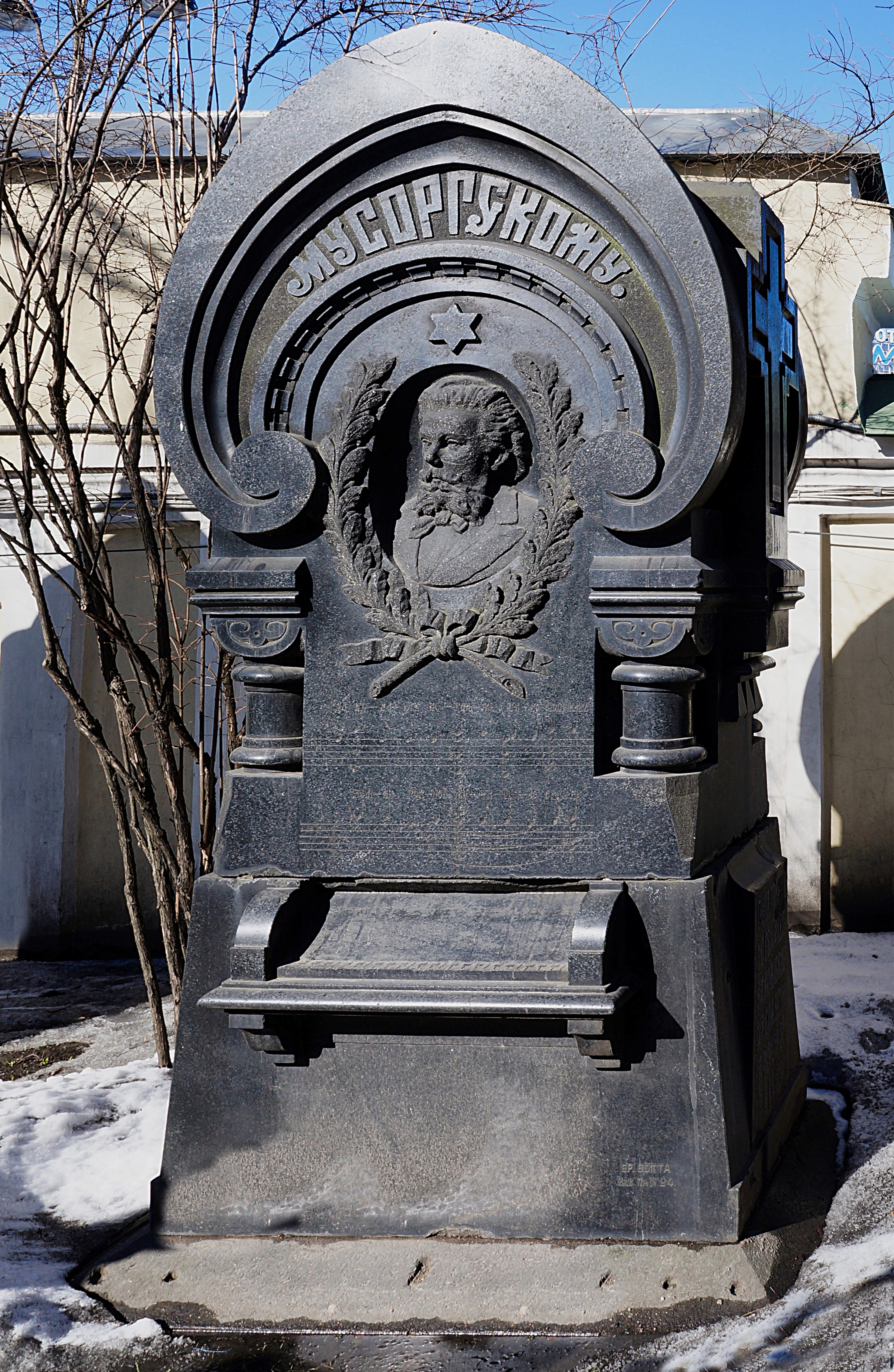
Hrob Modesta Petroviče Musorgského

- Fjodor Fjodorovič Maťuškin (1799–1872), admirál, polární badatel, senátor
- Pjotr Michajlovič Medvěděv (1837–1906), dramatický divadelní herec, zakladatel prvního ruského operního souboru
- Alexandr Ivanovič Michailovskij-Danilevskij (1789–1848), válečný spisovatel, historik
- Věra Arkadjevna Mičurina-Samojlova (1866–1948), herečka
- Nikolaj Fjodorovič Monachov (1875–1936), ruský a sovětský divadelní herec
- Modest Petrovič Musorgskij (1839–1881), hudební skladatel

### O
- Alexej Nikolajevič Olenin (1763–1843), ředitel Carské veřejné knihovny,
- Pjotr Michajlovič Orlov-Děnisov (1852–1881), šlechtic, důstojník
- Boris Ivanovič Orlovskij (1793–1837), sochař
- Anna Petrovna Ostroumova-Lebeděva (1871–1955), malířka

### P
- Marius Ivanovič Petipa (1818–1910), choreograf
- Osip Afanasjevič Petrov (1807–1878), operní pěvec
- Anna Jakovlevna Petrova-Vorobjovа (1817–1901), znamenitá operní zpěvačka, popel převezen ze smolenského hřbitova v roce 1936.
- Illarion Nikolajevič Pevcov (1879–1934), ruský a sovětský divadelní herec
- Stěpan Stěpanovič Pimenov (1784–1833), sochař
- Pjotr Alexandrovič Pletňov (1792–1866), literární kritik

### R

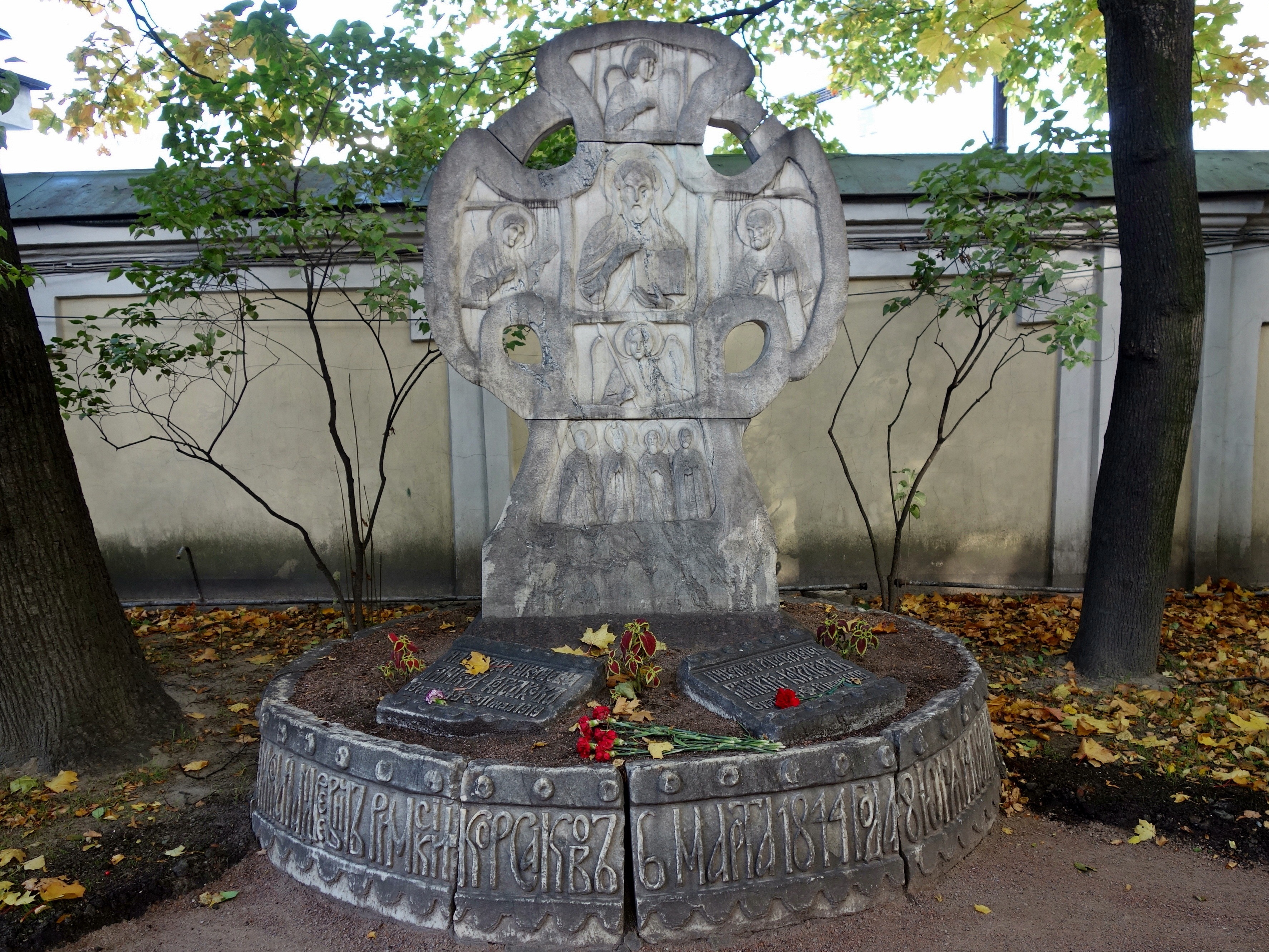
Hrob Nikolaje Andrejeviče Rimského-Korsakova

- Nikolaj Andrejevič Rimskij-Korsakov (1844–1908), hudební skladatel
- Anton Grigorjevič Rubinštejn (1829–1894), klavírní virtuos, dirigent a hudební skladatel, zakladatel a první dirigent Petrohradské konzervatoře

### S
- Vasilij Vasiljevič Samojlov (1813–1887), divadelní herec
- Vasilij Michajlovič Samojlov (1782–1839), zpěvák
- Alexandr Serov (1820–1871), hudební skladatel
- Anatolij Sobčak (1937–2000), první demokraticky zvolený starosta Petrohradu
- Michail Michajlovič Speranskij (1772–1839), státní činitel, zakladatel Carskoselského lycea
- Vasilij Petrovič Stasov (1769–1848), architekt, otec Vladimira,
- Dmitrij Vasiljevič Stasov (1828–1918), advokát, veřejný činitel, bratr Vladimira,
- Vladimir Vasiljevič Stasov (1824–1906), hudební a umělecký kritik
- Fjodor Ignatjevič Stravinskij (1843–1902), operní pěvec, otec Igora Stravinského
- Polina Antipjevna Strepetova (1850–1903), divadelní herečka

### Š

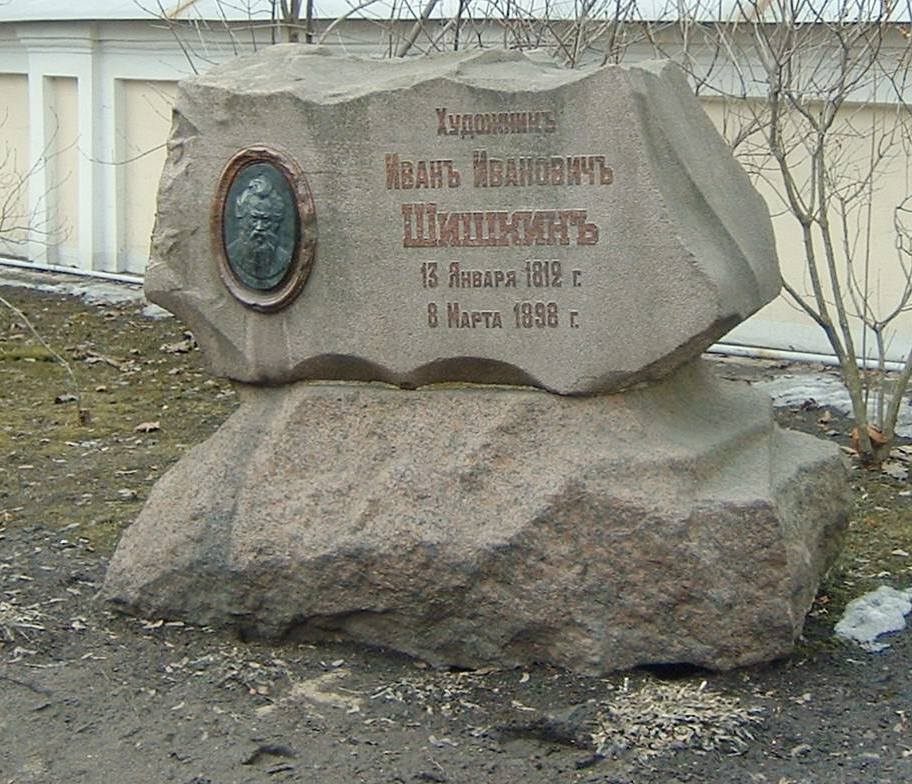
Náhrobek Ivana Ivanoviče Šiškina psaný předreformním pravopisem

- Maria Šimanovskaja (1789–1831), klavíristka
- Ivan Ivanovič Šiškin (1832–1898), malíř

### T
- Georgij Alexandrovič Tovstonogov (1915–1989), divadelní režisér (byl poslední, kdo byl pohřben na bývalém Tichvinském hřbitově v létě 1989)

### V
- Pjotr Andrejevič Vjazemskij (1792–1878), kníže, básník
- Pavel Petrovič Vjazemskij (1820–1888), diplomat, literát
- Maxim Nikiforovič Vorobjov (1787–1855), malíř

### Ž
- Vasilij Andrejevič Žukovskij (1783–1852), básník